# Evergoderes
Evergoderes is een geslacht van rechtvleugeligen uit de familie sabelsprinkhanen (Tettigoniidae). De wetenschappelijke naam van dit geslacht is voor het eerst geldig gepubliceerd in 1936 door Bolívar.

## Soorten
Het geslacht Evergoderes  is monotypisch en omvat slechts de volgende soort:
- Evergoderes cabrerai (Bolívar, 1936)